# Elementary School Musical (Сімпсони)
«Elementary School Musical» (укр. «Мюзикл початкової школи») — прем'єрна серія двадцять другого сезону мультсеріалу «Сімпсони», прем'єра якої відбулась 26 вересня 2010 року у США на телеканалі «Fox».

## Сюжет
Рано вранці в будинку Сімпсонів діти дивляться наживо оголошення лавреатів Нобелівської премії. Несподівано Красті отримує Нобелівську премію миру. Під час публічного оголошення новини мешканцям Спрінґфілда Красті жартує, і Гомер єдиний, хто з цього сміється. Клоун запрошує Гомера до лімузину. Він каже Сімпсону полетіти з ним до Осло, на церемонію вручення, оскільки Гомер завжди сміється з жартів Красті. Гомер запитує, чи може він взяти з собою Барта, на що Красті погоджується.
Проводжаючи в аеропорту, Ліса засмучується, що їй ніколи нічого не дістається. Тоді дорогою додому Мардж відвозить доньку на тиждень до мистецького табору «Expressions» (укр. «Вираження»). Табором керують консультанти Курт та Ітан. Ліса миттєво знайомиться з новими друзями. Вони миттєво ладнають завдяки пісні.
Тим часом, коли літак приземляється, Красті, Гомер і Барт виходять з нього та виявляють, що вони не в Осло, а в Гаазі. Поліцейський говорить їм, що Нобелівська премія для Красті була підставою, щоб заарештувати клоуна і судити в Міжнародному суді за його ганебну поведінку в Західній Європі. Єдиний спосіб звільнити Красті — знайти докази того, що Красті допоміг західній культурі. Гомер і Барт починають шукають докази.
Ліса дуже любить життя в таборі з постійними виставами, піснями та мистецькими майстер-класами. Однак тиждень проходить швидко і Мардж приїжджає і забирає засмучену Лісу.
Барт і Гомер відчайдушно шукають докази в Інтернеті, але знаходять лише погану поведінку Красті. Нарешті вони знаходять те, що може звільнити клоуна: через свої вибрики в Сан-Сіті Красті сказав оркестру грати на вувузелах, що ненавмисно призвело до звільнення Нельсона Мандели. Міжнародний суду вирішує звільнити його.
Тим часом Ліса втікає до Спрукліна, щоб знайти Ітана і Курта з думкою про те, що в них гламурне життя, як консультанти його описували. Натомість район повний вандалізму, будівель, що руйнуються, і злиднів. Як не дивно, дім консультантів також запущено. Виявляється, що поза табором вони працюють в закусочній, а також їм не вистачає грошей, оскільки митці отримують небагато. Зрештою Ліса телефонує Мардж, щоб вона приїхала за нею.
Мардж забирає Лізу. Перед прощанням Курт та Ітан розповідають, що залишили Лісі сюрприз. Коли дівчинка їде то бачить, що на одній з будівель є мурал, присвячений Лісі з Куртом та Ітаном на даху будівлі. Вони запитують один одного, як вони так швидко тут опинилися, і розкривають, що це — «магія мистецтва» і відлітають.

## Виробництво
У серії як запрошені зірки виступили Ліа Мішель, Корі Монтейт і Ембер Райлі з музичного серіалу «Хор», що також виходив на каналі «Fox».
Запрошені актори Брет Макензі та Джемейн Клемент, учасники дуету «Flight of the Conchords», спочатку відрепетирували свої репліки телефоном з Ненсі Картрайт, голосом Барта, перш ніж полетіти до США, щоб записати їх на студії. Клемент говорив:
|  | Так, ми були над місяцем. Ми не граємо самих себе, тому що більшість людей не знатиме, хто ми, але вони будуть виглядати як жовті версії нас самих… Це дуже весело. Ми просто пішли на студію і записали це, але, так, нас [це] дуже потішило. |

## Культурні відсилання та цікаві факти
- Назва серії є відсиланням до франшизи фільмів «Шкільний мюзикл» (англ. «Elementary School Musical»)[5].
- Політ в заставці — відсилання до шоу «The Partridge Family» (укр. «Сім'я Партріжів»)[5].
- Напис на дошці є відсиланням до фільма «Початок» 2010 року[5].
- Дорогою з аеропорту Ліса слухає «Американське життя» (англ. «This American Life»), програму громадського радіо США[5].
- Пісня «Arts Education» (укр. «Арт-освіта»), яку виконують діти, — це пародія на пісню «Good Vibrations» (укр. «Хороші вібрації») рок-гурту «The Beach Boys»[2].

## Ставлення критиків і глядачів
Під час прем'єри серію переглянули 7,76 млн осіб, з рейтингом 3.7, що зробило її другим найпопулярнішим шоу на каналі «Fox» тієї ночі, після «Сім'янина».
Емілі Сент-Джеймс з «The A.V. Club» дала серії оцінку C+, сказавши:
|  | Мені завжди подобаються серії, де жителі Спрінґфілда підтримують мрії Ліси, хоча вони знають, що ці мрії — здебільшого брехня, але вони не хочуть розчаровувати маленьку дівчинку, тому мені сподобалося, чим усе закінчилося, навіть якщо мені не сподобалося подорож дорогою туди. Сюжет в Осло був здебільшого викинутим (занадто мало сміху для такої дивної зарозумілості, як отримання Нобелівської премії миру Красті), але він показав товстого нідерландського клоуна, який їхав верхи та дав ляпаса Красті за крадіжку його матеріалу, єдиний ґеґ з усіх серіалів, що змусив мене сьогодні ввечері сміятися найбільше. |

Ерік Гохбергер з «TV Fanatic» дав серії три з п'яти зірок, сказавши:
|  | Для нас головний сюжет про те, як Ліса їде в табір, була веселою, незважаючи на деякі недоліки кастингу трюків. На щастя, милі моменти в кінці та чудовий виступ фольклорного гурту зробили серію цікавою. На жаль, Гомер і Барт, які прямували з Красті нібито на вручення йому Нобелівської премії миру, були для нас радше промахом, ніж ударом. |

У грудні 2010 року епізод було номіновано на премію «Енні» за «Найкращу музику в телепередачі».
Згідно з голосуванням на сайті The NoHomers Club більшість фанатів оцінили серію на 2/5 із середньою оцінкою 2,3/5.